# Карагач (Кабардино-Балкарія)
Карагач (рос. Карагач) — село у Прохладненському районі Кабардино-Балкарії Російської Федерації.
Орган місцевого самоврядування — сільське поселення Карагач. Населення становить 5740 осіб.

## Історія
Згідно із законом від 27 лютого 2005 року органом місцевого самоврядування є сільське поселення Карагач.

## Населення
| 1896  | 1926  | 1970  | 1979  | 1989  | 2002  | 2010  |
| ----- | ----- | ----- | ----- | ----- | ----- | ----- |
| 1914  | ↗2530 | ↗3635 | ↗4184 | ↗4910 | ↗5699 | ↗5740 |
| 2012  | 2013  | 2014  | 2015  | 2016  | 2017  | 2018  |
| ↗5826 | ↗5852 | ↗5884 | ↗5904 | ↗5976 | ↗6017 | ↗6035 |
| 2019  | 2020  |       |       |       |       |       |
| ↗6083 | ↗6090 |       |       |       |       |       |